# Sestino
Sestino ist eine italienische Gemeinde mit 1171 Einwohnern (Stand 31. Dezember 2023) in der Provinz Arezzo in der Region Toskana.

## Geografie

Lage von Sestino in der Provinz Arezzo

Die Gemeinde erstreckt sich über rund 80 km². Sie liegt ungefähr 75 km nordöstlich von Arezzo und 110 km östlich von Florenz und ist damit die östlichste Gemeinde der Provinz Arezzo als auch der Toskana. Die Gemeinde liegt in der klimatischen Einordnung italienischer Gemeinden in der Zone E, 2533 GR/G und an den Flüssen Foglia (9 von 11 km im Ortsgebiet), Marecchia (1 von 24 km im Ortsgebiet) und Bornacchio (7 von 9 km im Ortsgebiet).
Zu den Ortsteilen zählen Calbuffa, Casale, Case Barboni, Colcellalto, Lucemburgo, Martigliano, Monteromano, Monterone, Motolano, Palazzi, Ponte Presale, Petrella Massana, Presciano, San Donato, Valdiceci di Sopra und Ville di Sopra.
Die Nachbargemeinden sind Badia Tedalda, Belforte all’Isauro (PU), Borgo Pace (PU), Carpegna (PU), Casteldelci (RN), Mercatello sul Metauro (PU), Pennabilli (RN) und Piandimeleto (PU).

## Geschichte
Die altertümliche Geschichte des Ortes wurde geprägt von den Etruskern, den Picenern, den Umbrern, den Senonen und den Römern. Im 1. Jahrhundert v. Chr. begannen die Römer den Aufbau einer Stadt mit Rathaus, Forum, Kurie und Thermalbädern, da der Ort so günstig in den Apenninen lag, dass die Landschaften der Marken, der Toskana und der Romagna leicht zu erreichen waren. 1566 begann Cosimo I. de’ Medici mit dem Aufbau einer Festung auf dem Felsen Sasso di Simone, um das Herzogtum Toskana vor den Interessen der Herzöge von Urbino zu schützen. Dort befindet sich bis heute die Grenze zur Provinz Pesaro und Urbino.

## Sehenswürdigkeiten
- Chiesa di San Gianni in Vecchio, Kirche im Ortsteil San Gianni, die bereits 1297 dokumentiert wurde.
- Pieve di San Pancrazio, um das 9. Jahrhundert entstandene Pieve. Die romanische Apsis entstand im 12. Jahrhundert, der Sandsteinaltar datiert aus dem Jahr 1259, wobei die Stele römischen Ursprungs aus dem Jahr 374 zu sein scheint. Die Fassade wurde im 17. Jahrhundert erneuert.

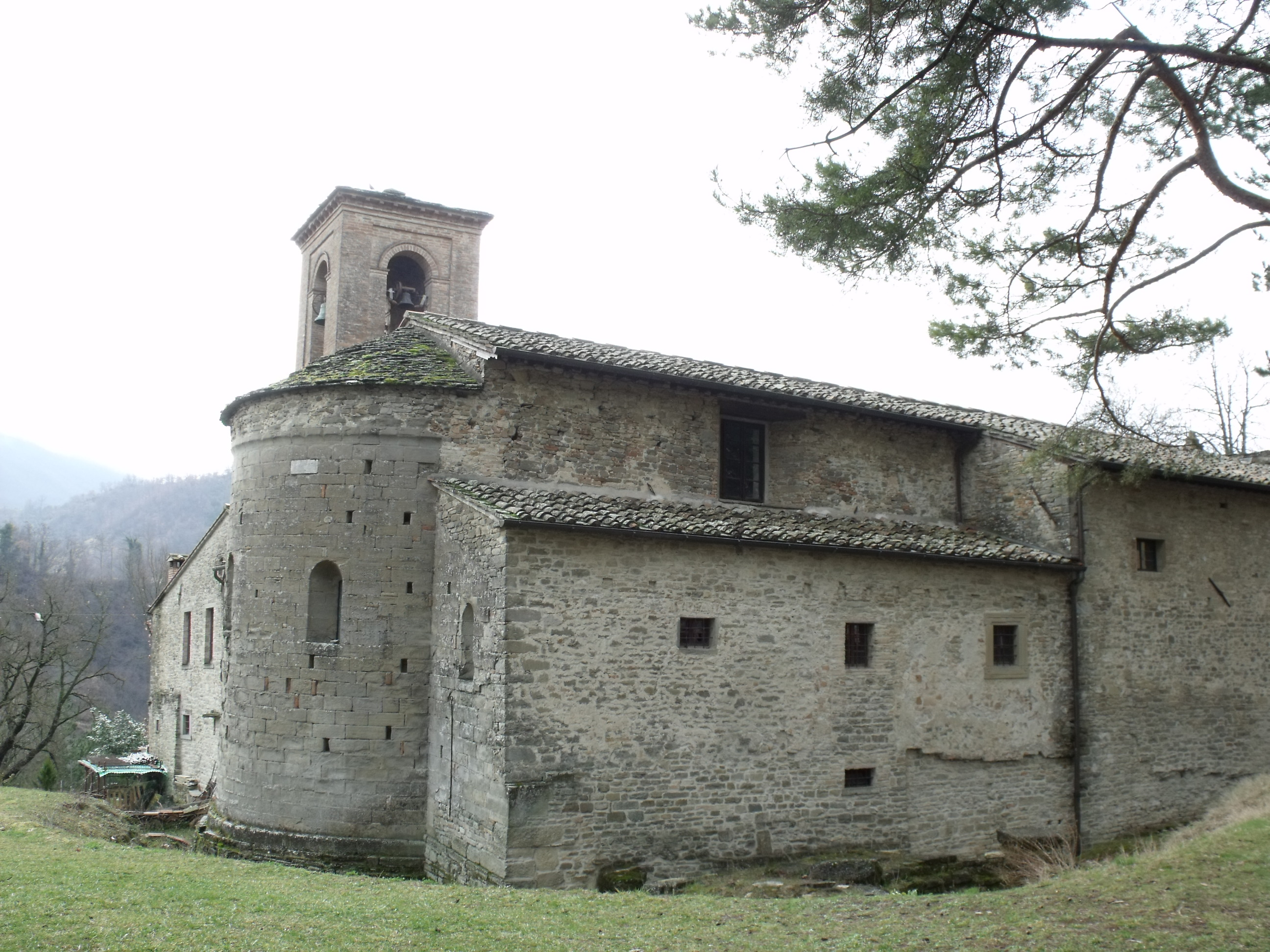
Die Pieve di San Pancrazio
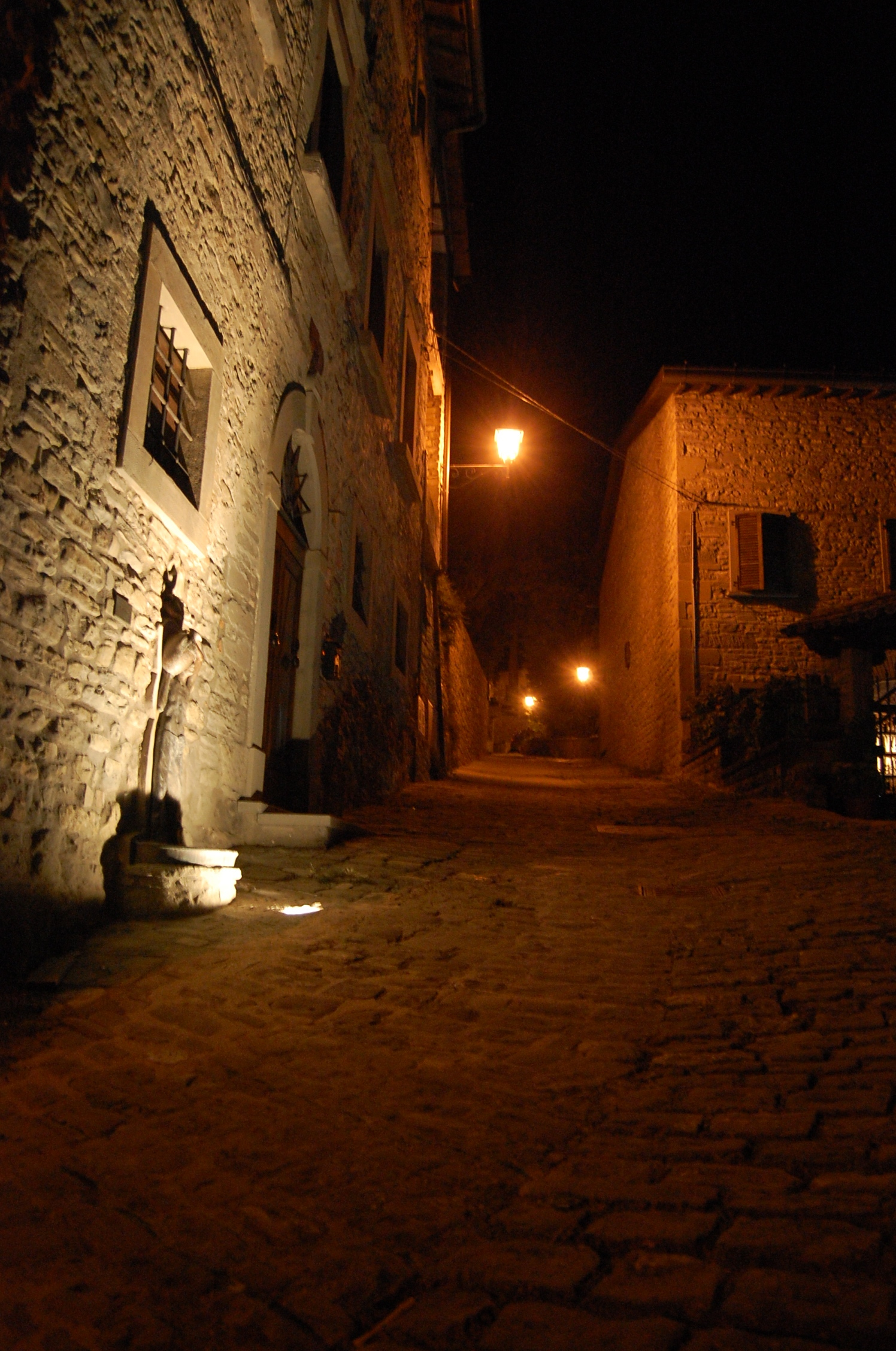
Im historischen Ortszentrum
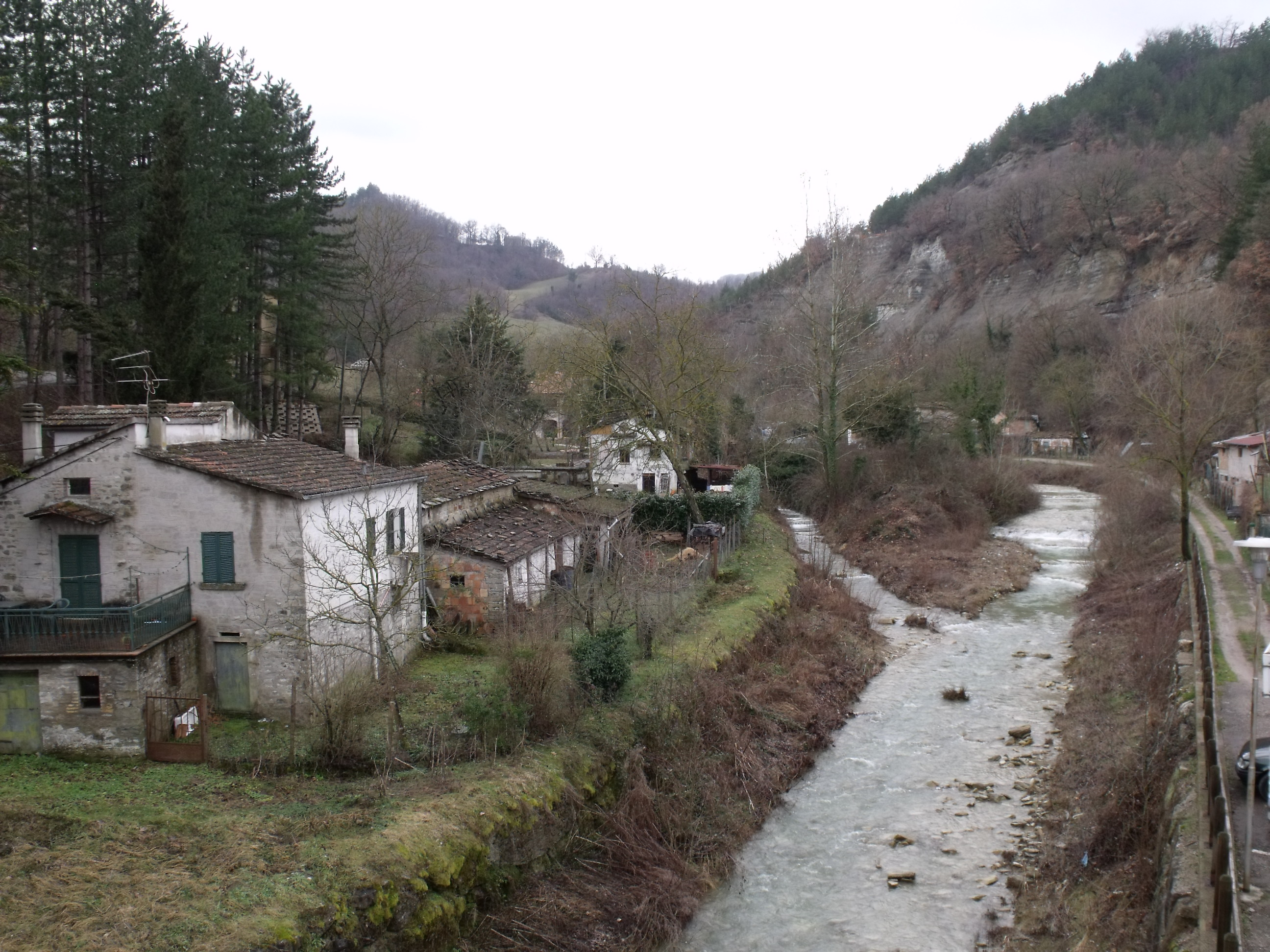
Der Zufluss des Bornacchio (links) in den Foglia

## Traditionen
Jedes Jahr am letzten Juni-Wochenende findet in Sestino zu Ehren der Rinderrasse Chianina das Fest Sagra della Bistecca Chianina statt.